# ОШ „Јелена Ћетковић” Београд
ОШ „Јелена Ћетковић” налази на Звездари, једној од градских општина Београда. Добила је име по револуционарки, борацу за права жена, учесници Народноослободилачке борбе и народном хероју Југославије, Јелени Ћетковић. Школа је основана 1961. године.

## Историја
Школска зграда је подигнута на терену бившег дјечијег вртића. Њена изградња је завршена септембра 1961. године, а у новембру исте године школа је добила и своје двориште. На почетку свог рада школа је имала 487 ученика. Нова школска зграда сазидана је у дворишту постојеће школе 1973. године.

## Опис школе
Ову школу похађа око 1100 ученика. У школи ради 64 наставника библиотекар, педагог и психолог. Данас школа има 12 учионица и 17 кабинета, мултимедијалну учионицу, практикум за природне науке, свечану салу, фискултурну салу итд. Учениицима је на располагању велики број секција као што су: драмска, математичка, новинарска итд.

## Познати ђаци
- Уликс Фехмију